# Juez bíblico
Un juez bíblico (del hebreo שופט, šōp̄êṭ/shofet, "juez", "gobernador" y en plural: שופטים, šōp̄əṭîm/shoftim) está descrito en la Biblia hebrea y principalmente en el Libro de los Jueces, como una persona que desempeñaba funciones como gobernador y líder militar en tiempos de crisis, además de presidir las Bet Din (audiencias) para administrar justicia en el período anterior a la creación de una monarquía israelita.
En el Libro de los Jueces se presentan como líderes militares, civiles y espirituales inspirados por Dios en ciertas ocasiones para liberar a tribus israelitas de la amenaza de las poblaciones vecinas o para llevar a los israelitas a la guerra. Sin embargo, como puede deducirse de la grave y oscura situación sociopolítica que vivieron los israelitas en esos momentos, los jueces no siempre fueron líderes religiosos devotos o estadistas excepcionales, sino que con frecuencia, hay quejas contra ellos por ser personas ambiciosas y héroes locales, cuando aún no se había logrado recuperar una unidad nacional definitiva. Su dominio sobre el antiguo Israel duró alrededor del 1150 a. C. al 1025 a. C., es decir, hasta la elección del primer rey de Israel, Saúl.

## Papel

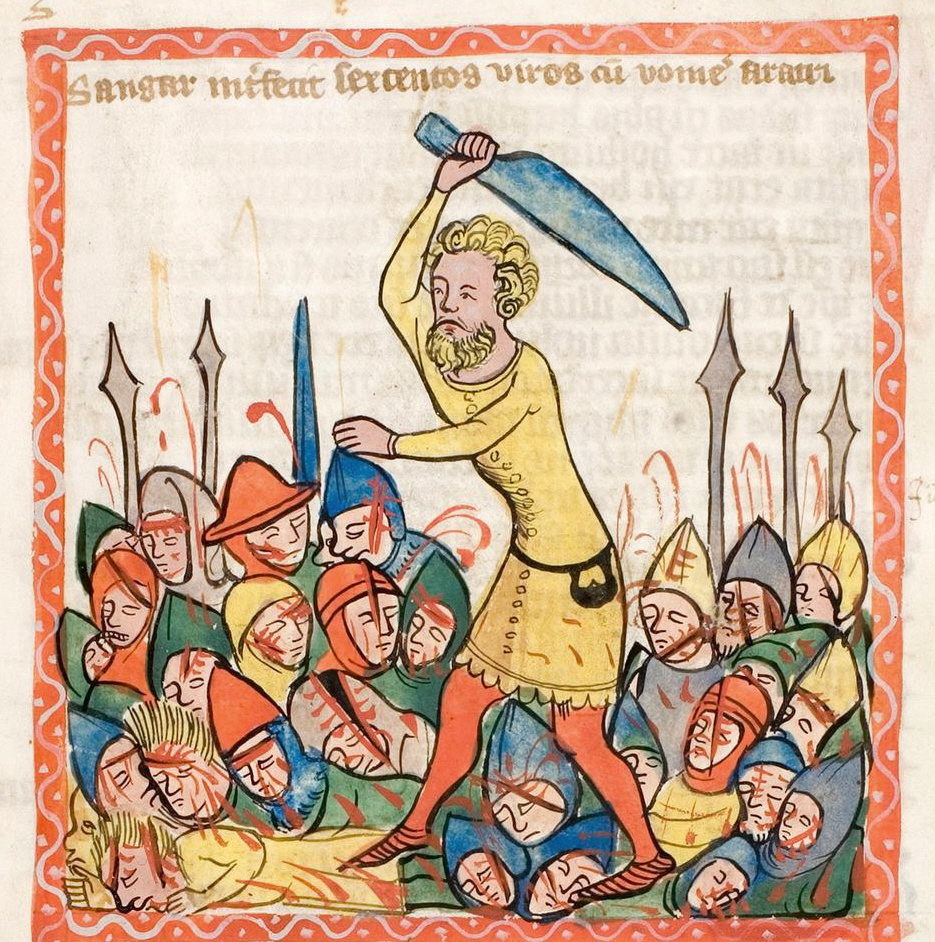
El juez Samgar mata a 600 hombres con una aguijada de buey. Del manuscrito alemán Speculum Humanae Salvationis, c. 1360.

En el Libro de los Jueces se relata un patrón cíclico donde se muestra las necesidades de los diversos jueces por la apostasía del pueblo israelita, las dificultades provocadas como castigo de Dios y las súplica al Señor para que envíe un libertador heroico o juez.
La historia de los jueces parece describir personas sucesivas, cada una de una tribu diferente de Israel, descritos como elegidos por Dios para rescatar a la gente de sus enemigos y restablecer la justicia.
Si bien "juez" es una traducción literal del término hebreo utilizado en el texto masorético, su cargo y posicionamiento es descrito más como un liderazgo no hereditario sin elección que la de un pronunciamiento legal. Sin embargo, Cyrus H. Gordon argumenta que bien pueden haber venido de entre los líderes hereditarios de la aristocracia guerrera, terrateniente y gobernante, como los reyes (basileis) en Homero. Coogan expone que probablemente eran líderes tribales o locales, contrariamente a la descripción del historiador deuteronomista que los presenta como líderes de todo Israel.. Pero Malamat señala que en el texto, su autoridad es descrita como reconocida por grupos locales o tribus más allá de la suya propia.

## Historicidad y cronología

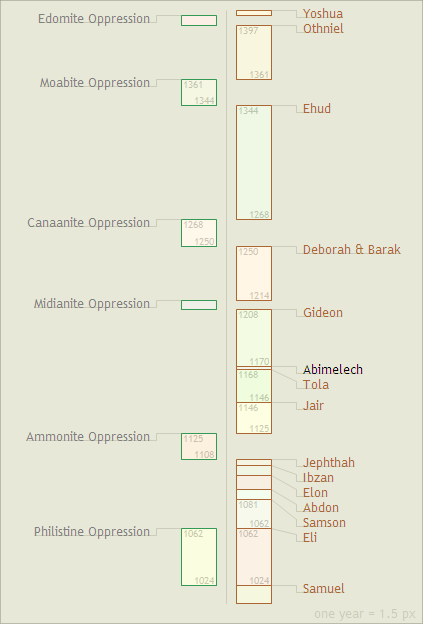
Secuencia de los Jueces Bíblicos

El erudito bíblico Kenneth Kitchen argumenta que, desde la conquista de Canaán por Josué hasta la formación del primer Reino de Israel y Judá (c. 1150-1025 a. C.), las tribus israelitas pudieron haber formado una débil confederación. Con esta concepción, no habría existido ningún gobierno central, pero en tiempos de crisis, el pueblo habría sido dirigido por jefes para estos casos, conocidos como jueces (shoftim). Sin embargo, algunos estudiosos dudan de que ese papel existiese en el antiguo Israel.
Al trabajar con la cronología en el Libro de los Jueces, Payne señala que aunque la escala de tiempo de los Jueces se indica en la declaración de Jefté (Jueces 11:26) que establece que Israel había ocupado la tierra durante unos 300 años, algunos de los jueces se superponen entre sí. Afirmando que la victoria de Débora ha sido confirmada como que tuvo lugar en 1216 a. C. por la arqueología realizada en Jasor, sugiere que el período pudo haber durado desde c. 1382 a c. 1063 a. C.

## Jueces mencionados en la Biblia hebrea
En la Biblia hebrea, Moisés es descrito como un sufete sobre los israelitas y designa a otros a quienes delegaron casos de acuerdo con el consejo de Jetró, su suegro madianita. El Libro de los Jueces menciona doce líderes, jueces de Israel: Otoniel, Aod, Samgar, Débora, Gedeón, Tola, Jaír, Jefté, Ibzán, Elón, Abdón y Sansón. El Primer Libro de Samuel menciona a Elí y a Samuel, así como a Joel y a Abías (dos hijos de Samuel). El Primer Libro de las Crónicas menciona a Kenanías y a sus hijos. El Segundo Libro de las Crónicas menciona a Amarías y a Zebadías (hijo de Ismael).
El Libro de los Jueces también cuenta la historia de Abimelec, hijo ilegítimo de Gedeón, que fue designado como un líder juez por los ciudadanos de la ciudad de Siquem. Más tarde fue derrocado durante un conflicto local, y la clasificación de Abimelec como juez es cuestionable.